# Företag i Sverige
Den här artikeln handlar om företag i Sverige.

## Företagsformer
I Sverige finns sju olika företagsformer varav två är europeiska företagsformer. Företagsformerna skiljer sig åt på en rad olika sätt, bland annat med avseende på hur mycket kapital man vill satsa, hur många delägare det skall finnas, vilket ansvar var och en skall ha, var företagets huvudsäte skall finnas, om man behöver skydda företagets namn i flera län/länder och så vidare. Man kan också bedriva företag i form av ideell förening, enkelt bolag eller som privatperson, även om dessa inte allmänt anses vara företagsformer.

### Aktiebolag (AB)
Ett aktiebolag ger det största ekonomiska skyddet för ägarna. Skiljelinjen mellan bolag och ägare är tydlig. Aktiebolaget är både juridisk person och eget skattesubjekt. Ägarna måste gå in med en relativt stor kapitalinsats – vanligtvis minst 50 000 kronor – men sedan har ägarna med vissa undantag inget personligt ansvar för bolagets skulder och andra förpliktelser. Ett aktiebolag kan ha en eller flera delägare.
Aktier i noterade bolag kan handlas på en aktiebörs eller annan marknadsplats, vilket skapar en möjlighet för investerare och andra att köpa och sälja aktier beroende på hur det går för företagen.
Ovanstående gäller större företag. Aktiebolag är också den vanligaste företagsformen för småföretag som drivs på heltid; här bortfaller dock delar av det skydd som aktiebolaget är avsett att ge: dels är ägaren oftast även styrelseordförande och verkställande direktör, vilket innebär ett utvidgat företrädaransvar, och dels är det vanligt förekommande att ägare av fåmansbolag måste teckna borgen eller sätta privat egendom som säkerhet för företagets krediter.

### Handelsbolag (HB)
Med handelsbolag menas en rörelse som drivs av två eller flera delägare, så kallade bolagsmän. Dessa är personligen ansvariga för bolagets avtal och skulder. Handelsbolaget kan beskrivas som en förening av flera enskilda näringsidkare (enskild firma). Ansvaret är solidariskt, vilket innebär att den som har en fordran på bolaget kan kräva betalning av hela beloppet hos vem som helst av bolagsmännen. Det personliga ansvaret för ägarna är alltså mycket större i ett handelsbolag än i ett aktiebolag.
Handelsbolaget är en egen juridisk person, men bolagets inkomster deklareras i bolagsmännens privata deklarationer, vilket gör att den ekonomiska skiljelinjen mellan bolag och delägare inte är lika tydlig som i ett aktiebolag.
Ett handelsbolag kräver inget insatskapital, och inte heller behövs revisor. Bolaget är dock bokföringsskyldigt.

### Kommanditbolag (KB)
Ett kommanditbolag liknar ett handelsbolag såtillvida att det är en rörelse som drivs av två eller flera delägare, så kallade bolagsmän. Skillnaden mellan kommandit- och handelsbolag är att ett kommanditbolag har en eller flera bolagsmän med begränsat ansvar, så kallade kommanditdelägare. Detta innebär att varje kommanditdelägare endast ansvarar för den kapitalinsats som denne har gjort i bolaget. Övriga bolagsmän, så kallade komplementärer, har obegränsat ansvar för bolagets skulder och förpliktelser. Det måste finnas minst en kommanditdelägare och minst en komplementär.
Endast komplementärer får vara firmatecknare, det vill säga har rätt att skriva under handlingar i bolagets namn. Stiftelser och ideella föreningar får inte vara komplementärer. Kommanditbolagets inkomster deklareras liksom handelsbolagets i bolagsmännens privata inkomstdeklarationer.

### Enskild firma
En enskild firma (även kallad enskild näringsidkare) är ingen juridisk person, det är den fysiska privatpersonen som själv driver och ansvarar för sin verksamhet. I en enskild firma är ägarens och företagets ekonomi densamma. Det kan därmed inte heller finnas fler delägare. Det finns ingen som helst åtskillnad mellan ägare och företag. Går företaget dåligt måste privata tillgångar användas för att betala skulderna. Enskild firma är i praktiken ett tillstånd att som privatperson och med obegränsad personlig risk bedriva näringsverksamhet.
Enskild näringsverksamhet kräver inget startkapital och är dessutom den billigaste företagsformen att registrera. För att starta verksamheten krävs endast F-skattsedel, vilken är kostnadsfri. Den enda startkostnaden är registrering av firma, alltså företagets namn, hos Bolagsverket. När man registrerar firmanamn hos Bolagsverket så är namnet skyddat; enskilda näringsidkare är däremot ej tvungna att registrera firmanamn hos Bolagsverket.

### Ekonomisk förening
En ekonomisk förening är den associationsform som bland annat kooperativ använder. Det krävs minst tre fysiska eller juridiska personer för att bilda en ekonomisk förening. Det är sedan medlemmarna i föreningen som har makten, där de har en röst var.
Medlemmarna (ägarna) i en ekonomisk förening har inget personligt ansvar för bolagets skulder, däremot kan styrelsen och vissa nyckelpersoner bli ansvariga genom så kallat företrädaransvar. Det är endast sin insats som en enskild medlem riskerar förlora om föreningen går i konkurs (jämför med aktiekapitalet i ett aktiebolag).
Föreningen kan ta ut en medlemsavgift (ej att förväxla med medlemsinsats) av sina medlemmar.
Exempel på ekonomiska föreningar är Södra skogsägarna, OK Ekonomisk förening och Kooperativa Förbundet och många bostadsrättsföreningar.

### Europeisk ekonomisk intressegruppering (EEIG)
En europeisk ekonomisk intressegruppering kan liknas vid en form av handelsbolag där alla delägare är lika och solidariskt ansvariga för bolagets skulder. Det finns inga krav på kapital i intressegrupperingen. För att en EEIG skall få startas måste minst två av medlemmarna ha sina huvudkontor eller huvudsakliga verksamhet i två stater inom EES-området.

### Europabolag
Ett Europabolag eller SE-bolag (Societas Europaea) är en gränsöverskridande europeisk företagsform för gränsöverskridande verksamhet i aktiebolagets form. Det är väldigt likt den svenska aktiebolagsformen, dock skiljer sig företagsformen på ett par punkter, särskilt vid bildandet av bolaget. Bolaget kan bara bildas under fem förutsättningar:
- Genom fusion mellan två eller flera publika aktiebolag från minst två medlemsstater.
- Genom etablering av ett holdingbolag där minst två av de ingående aktiebolagen lyder under olika medlemsstaters lagstiftning eller i minst två år har ett dotterbolag eller en filial i en annan medlemsstat.
- Genom bildandet av ett dotterbolag där minst två av de stiftande bolagen lyder under olika medlemsstaters lagstiftning eller i minst två år har ett dotterbolag eller en filial i en annan medlemsstat.
- Genom ombildning av ett existerande publikt aktiebolag som i minst två år har ett dotterbolag i en annan medlemsstat.
- Ett europabolag kan självt bilda ett eller flera dotterbolag i form av europabolag

Ett europabolag måste ha minst 120 000 euro i aktiekaptial.
I Europa finns runt 20 miljoner små och medelstora företag.

### Filial
Utländska företag kan, under vissa förutsättningar, idka verksamhet i Sverige utan att bilda dotterbolag. Sådan näringsverksamhet regleras i Lag om utländska filialer med mera (Svensk författningssamling 1992:160). En filial har visserligen ett svenskt organisationsnummer, men är inte en separat juridisk person utan en del av det utländska företaget. Filialen saknar eget aktiekapital, och dess tillgångar och skulder är en del av det utländska företagets förmögenhetsmassa. Således svarar det utländska företaget, utan begränsning till de tillgångar som finns i Sverige, med hela sin förmögenhet för de förpliktelser som ingåtts eller uppstått för filialen.

## Antal företag
I Sverige fanns det år 2005 cirka 1,9 miljoner fysiska och juridiska personer registrerade för näringsverksamhet. Av dessa redovisade 1,2 miljoner inkomst av näringsverksamhet. Huvuddelen var hobbyföretag där ägaren inte tog ut någon lön. 306 690 företag redovisade 2005 en utbetald lön och/eller beskattningsbar förmån på över en krona, varav 215 882 betalade ut lön/beskattningsbar förmån på över 100 000 kronor per år. I USA finns ca 35 miljoner företag.
Aktuell statistik över svenska företag finns i SCB:s företagsregister.

### Fotnoter
1. ↑  ”Arkiverade kopian”. Arkiverad från originalet den 10 april 2012. https://web.archive.org/web/20120410071455/http://www.bolagsverket.se/foretag/eeig/. Läst 31 oktober 2013.
2. ↑  ”Arkiverade kopian”. Arkiverad från originalet den 10 april 2012. https://web.archive.org/web/20120410071632/http://www.bolagsverket.se/foretag/europabolag/. Läst 31 oktober 2013.
3. ↑  ”Arkiverade kopian”. Arkiverad från originalet den 24 januari 2014. https://web.archive.org/web/20140124063828/http://epp.eurostat.ec.europa.eu/portal/page/portal/eurostat/home/. Läst 25 januari 2014.
4. ↑  ”Filialer”. Bolagsverket. Arkiverad från originalet den 10 april 2012. https://web.archive.org/web/20120410071656/http://www.bolagsverket.se/foretag/filial/.
5. ↑  Skatteverkets databas GINskatt, kontrolluppgifter 2005.
6. ↑  http://www.manta.com/mb på engelska läst 11 januari 2017
7. ↑  ”Aktuell statistik ur Företagsregistret”. SCB. http://www.scb.se/sv_/Vara-tjanster/Foretagsregistret/Aktuell-statistik-ur-Foretagsregistret/. Läst 2 mars 2015.